# J-P51
J-P51(ジェイ ピー ゴーイチ)は、松下通信工業（現・パナソニック モバイルコミュニケーションズ）が製造し、J-フォン（後のvodafone, 現・ソフトバンク）が販売していたPDC通信方式の携帯電話端末である。

## 特徴
PanasonicのJ-PHONE端末としては2000年12月発売のJ-P03以来となる端末で、初の写メール及びムービー写メール対応機種である。
J-5xシリーズでは唯一のストレート型であり、本体の裏面にはレンズを傷から守るためのスライド式カバーが装備されている。
なお、本機種を最後に一旦同キャリアから撤退。同キャリアからの供給は2006年10月発売の705P（ソフトバンクモバイルブランド）まで途切れることとなる。